# 鈴木量博

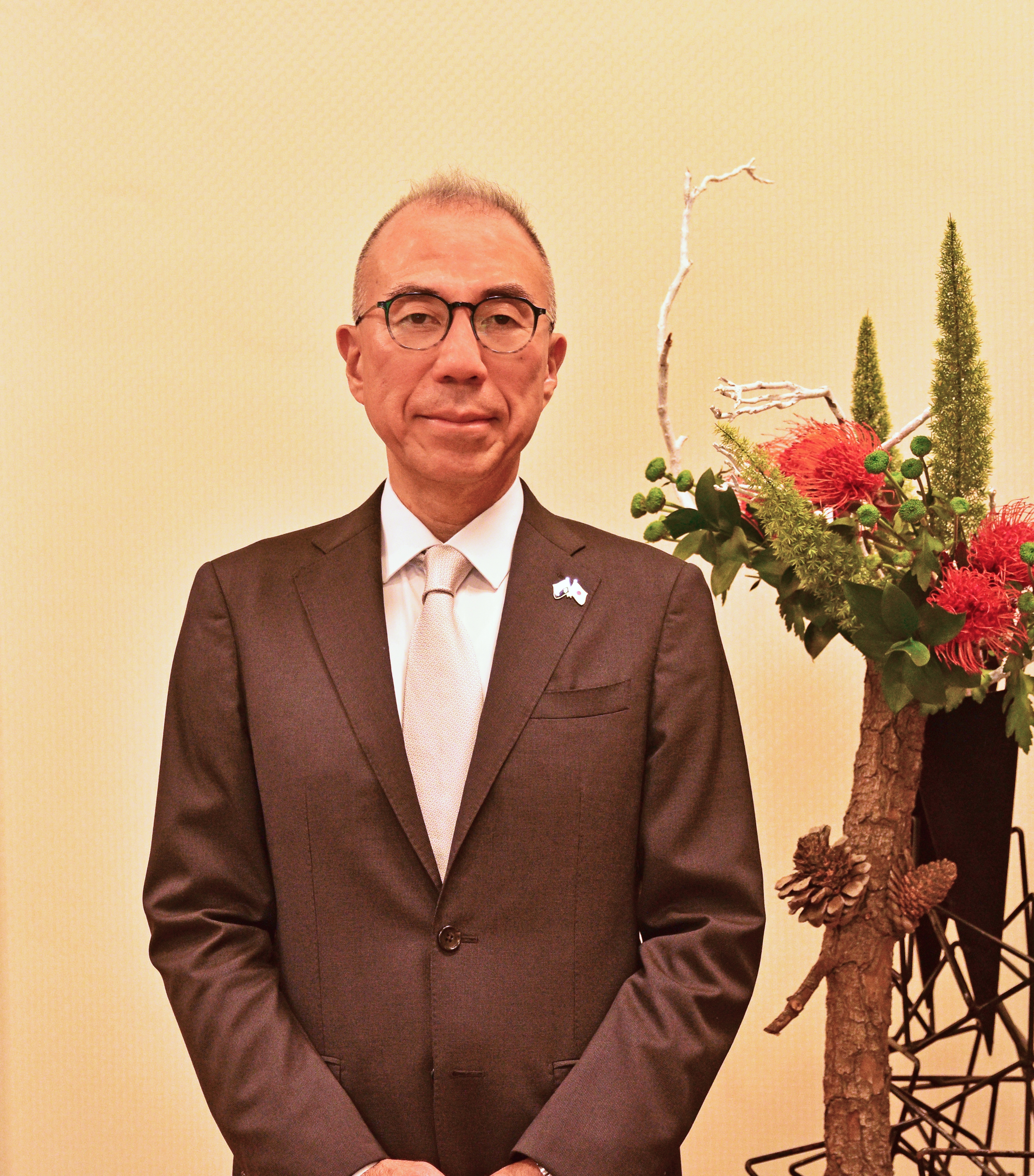
外務省より公表された公式肖像画像

鈴木 量博（すずき かずひろ、1961年4月11日 - ）は、日本の外交官。外務省北米局長、駐トルコ特命全権大使を経て、駐オーストラリア特命全権大使。

## 経歴・人物
東京都出身。1985年（昭和60年）外務公務員採用Ⅰ種試験合格。1986年（昭和61年）東京大学教養学部教養学科を卒業し、外務省に入省した。外務省北米局北米第二課首席事務官を経て、2002年（平成14年）9月外務省総合外交政策局総務課首席事務官。同年12月外務省総合外交政策局総務課企画官。2004年（平成16年）8月在中華人民共和国日本国大使館参事官。2007年（平成19年）8月外務省北米局日米安全保障条約課長。2009年（平成21年）7月外務省大臣官房在外公館課長。2011年（平成23年）9月外務省国際協力局政策課長。2013年（平成25年）9月からエチオピア駐箚特命全権大使。アフリカ連合日本政府常駐代表を兼務する。2016年（平成28年）8月在アメリカ合衆国日本国大使館公使。2018年（平成30年）1月外務省北米局長。2020年（令和2年）7月外務省大臣官房付。同年9月トルコ駐箚特命全権大使。2023年3月駐オーストラリア特命全権大使。

## 同期
- 石川浩司（22年シンガポール大使・20年官房長・19年南部アジア部長）
- 岩間公典（22年バングラデシュ大使・20年デュッセルドルフ総領事）
- 牛尾滋（22年南アフリカ大使・19年ポルトガル大使・18年アフリカ部長）
- 宇山智哉（21年WTO事務局長上級補佐官）
- 大鷹正人（24年タイ大使・20年ハンガリー大使・19年外務報道官）
- 片江学巳（23年ルーマニア大使・20年瀋陽総領事）
- 河原節子（22年デュッセルドルフ総領事・21年公務員研修所副所長・18年フランクフルト総領事）
- 木村徹也（22年東ティモール大使・20年国連日本政府代表部大使・17年ミュンヘン総領事）
- 四方敬之（24年マレーシア大使・21年内閣広報官・20年外務省経済局長）
- 進藤雄介（21年在デトロイト日本国総領事・18年パキスタン公使・15年軍縮会議公使）
- 中村安志（09年中南米局南米課課長補佐）
- 久島直人（22年中曾根康弘世界平和研究所・20年国際平和協力本部事務局長）
- 淵上隆（14年ドミニカ共和国大使）
- 三上正裕（22年ベルギー、北大西洋条約機構日本政府代表部大使・19年カンボジア大使・17年国際法局長）
- 道井緑一郎（23年フィジー大使）
- 南博之（24年特命全権大使（国際テロ対策・組織犯罪対策協力担当）・20年コンゴ民主共和国大使）
- 山田重夫（23年駐米大使・21年外務審議官(政務担当)・19年総合外交政策局長）
- 吉田朋之（23年日本国際問題研究所所長・20年外務報道官・19年中南米局長・17年軍縮不拡散・科学部長）
- 若林啓史（16年東北大学教授）